# Joseph d'Ursel
Charles Joseph Marie d'Ursel, VI duca d'Ursel e Hoboken (Bruxelles, 3 luglio 1848 – Strombeek-Bever, 15 novembre 1903), è stato un nobile, politico e senatore belga, governatore provinciale e presidente del Senato del Belgio.

## Biografia

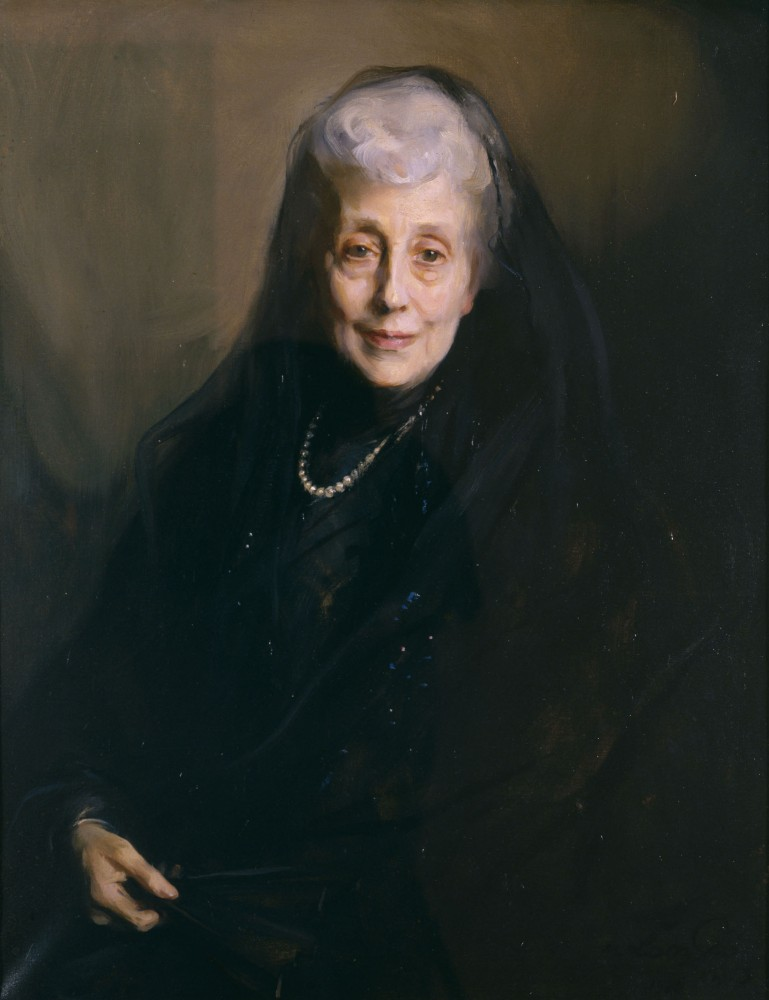
Antonine Marie de Mun, duchessa d'Ursel, moglie di Joseph, in lutto.

Joseph d'Ursel era il secondo figlio di Léon, V duca d'Ursel (1805-1878), e la sua seconda moglie Henriette d'Harcourt, divenne, in seguito alla morte di suo fratello maggiore e quella di suo padre, il VI duca d'Ursel. Si sposò nel 1872 con Antonine de Mun, sorella del conte Albert de Mun.

### Gli inizi e la carriera militare
Studiò inizialmente all'Università di Namur, poi giurisprudenza all'Università Cattolica di Lovanio. Il 23 ottobre 1867 divenne si arruolò fra i zuavi pontifici, prese parte ai combattimenti a Mentana (1867) e fu catturato a Civitavecchia, fuggì e fu promosso luogotenente.
Nel 1870 entrò a far parte della diplomazia belga come segretario di legazione e ricoprì incarichi in Spagna, Brasile, Romania, Austria, Francia e Germania.

### Carriera politica
Fu consigliere provinciale di Anversa (1878-1885), poi governatore della provincia dell'Hainaut (1885-1889) e sindaco di Hingene (1878-1903). Fu governatore dell'Hainaut durante gli scioperi del 1886: impressionato da questi eventi, si interessò, come suo cognato Albert de Mun, alle questioni sociali. A tal proposito, nel 1895 scrisse un opuscolo, Politique sociale, in cui si ispirò, in particolare, alle idee di Frédéric Le Play. Ha difeso, tra l'altro, il miglioramento delle condizioni sociali dei lavoratori attraverso il contratto di lavoro.
Quando raggiunse l'età richiesta, entrò in Senato nel 1889 per il distretto di Mechelen, in sostituzione del defunto Arthur de Beughem de Houtem. Membro della Commissione Affari Esteri del Senato belga e in seguito membro della Commissione Industria e Lavoro, fu eletto Presidente del Senato nel 1899, carica che mantenne fino alla sua prematura scomparsa nel 1903.
Un ritratto di Joseph d'Ursel dipinto da Émile Wauters fu consegnato e collocato nella grande sala di lettura del senato belga al Palazzo della Nazione il 31 dicembre 1904.

### Matrimonio e discendenza
Nel 1872, Joseph sposò sua nipote, Antonine Marie de Mun (1849-1931), figlia del marchese de Mun. Era una sorella del conte Albert de Mun ed era nata a Parigi. In Belgio diventò un'artista rispettata nei circoli aristocratici.
Studiò nell'atelier di Charles Joshua Chaplin e dipinse molti ritratti di familiari e membri della famiglia reale belga. Un anno prima della sua morte, fu onorata a pieno titolo dal re belga: fu premiata diventano Dama nell'Ordine di Leopoldo. Recentemente è stata ricordata con la produzione di una birra esclusiva, la Cuvée Antonine, e le opere d'arte stampate sulla bottiglie sono della duchessa. Insieme ebbero diversi figli:
- Robert, VII duca d'Ursel (1873-1955);
- Henriette d´Ursel (1875-1934),che sposò il conte Henri de Boissieu;
- Pauline d´Ursel (1880-1915), luogotenente dell'esercito belga, morì in battaglia il 18 agosto 1914.

## Ascendenza
|                                           |                     |                                                             | Genitori                                                   |  |  | Nonni |  |  | Bisnonni                   |  |  | Trisnonni       |  |
|                                           |                     |                                                             |                                                            |  |  |       |  |  | Wolfgang-Guillaume d'Ursel |  |  | Charles d'Ursel |  |
|                                           |                     |                                                             |                                                            |  |  |       |  |  | Wolfgang-Guillaume d'Ursel |  |  | Charles d'Ursel |  |
|                                           |                     | Eleonore von Lobkowicz                                      |                                                            |  |  |       |  |  | Wolfgang-Guillaume d'Ursel |  |  |                 |  |
| Charles-Joseph d'Ursel                    |                     |                                                             |                                                            |  |  |       |  |  | Wolfgang-Guillaume d'Ursel |  |  |                 |  |
|                                           |                     | Flora d'Arenberg                                            | Charles Marie Raymond d'Arenberg                           |  |  |       |  |  |                            |  |  |                 |  |
|                                           |                     | Flora d'Arenberg                                            | Charles Marie Raymond d'Arenberg                           |  |  |       |  |  |                            |  |  |                 |  |
|                                           |                     | Flora d'Arenberg                                            | Louise Marguerite de La Marck                              |  |  |       |  |  |                            |  |  |                 |  |
| Léon d'Ursel                              |                     | Flora d'Arenberg                                            |                                                            |  |  |       |  |  |                            |  |  |                 |  |
|                                           |                     | Carlo Sebastiano Ferrero-Fieschi, VII principe di Masserano | Vittorio Filippo Ferrero-Fieschi, VI principe di Masserano |  |  |       |  |  |                            |  |  |                 |  |
|                                           |                     | Carlo Sebastiano Ferrero-Fieschi, VII principe di Masserano | Vittorio Filippo Ferrero-Fieschi, VI principe di Masserano |  |  |       |  |  |                            |  |  |                 |  |
|                                           |                     | Carlo Sebastiano Ferrero-Fieschi, VII principe di Masserano | Charlotte Louise de Rohan                                  |  |  |       |  |  |                            |  |  |                 |  |
| Luisa Vittoria Giuseppina Ferrero-Fieschi |                     | Carlo Sebastiano Ferrero-Fieschi, VII principe di Masserano |                                                            |  |  |       |  |  |                            |  |  |                 |  |
|                                           |                     | Adélaïde de Béthune-Pologne                                 | Joachim Casimir Léon de Béthune-Pologne                    |  |  |       |  |  |                            |  |  |                 |  |
|                                           |                     | Adélaïde de Béthune-Pologne                                 | Joachim Casimir Léon de Béthune-Pologne                    |  |  |       |  |  |                            |  |  |                 |  |
|                                           |                     | Adélaïde de Béthune-Pologne                                 | Antoinette Louise Marie Crozat de Thiers                   |  |  |       |  |  |                            |  |  |                 |  |
| Joseph d'Ursel                            |                     | Adélaïde de Béthune-Pologne                                 |                                                            |  |  |       |  |  |                            |  |  |                 |  |
|                                           | Francois d'Harcourt | Francois d'Harcourt                                         |                                                            |  |  |       |  |  |                            |  |  |                 |  |
|                                           | Francois d'Harcourt | Francois d'Harcourt                                         |                                                            |  |  |       |  |  |                            |  |  |                 |  |
|                                           | Francois d'Harcourt | Marie Catherine Rouillé de Jouy                             |                                                            |  |  |       |  |  |                            |  |  |                 |  |
| Eugene d'Harcourt                         | Francois d'Harcourt |                                                             |                                                            |  |  |       |  |  |                            |  |  |                 |  |
|                                           |                     | Madeleine Le Veneur de Tillières                            | François Jacques Tanneguy Le Veneur de Tillières           |  |  |       |  |  |                            |  |  |                 |  |
|                                           |                     | Madeleine Le Veneur de Tillières                            | François Jacques Tanneguy Le Veneur de Tillières           |  |  |       |  |  |                            |  |  |                 |  |
|                                           |                     | Madeleine Le Veneur de Tillières                            | Aymardine Marie Antoinette de Nicolay                      |  |  |       |  |  |                            |  |  |                 |  |
| Henriette Marie d'Harcourt                |                     | Madeleine Le Veneur de Tillières                            |                                                            |  |  |       |  |  |                            |  |  |                 |  |
|                                           |                     | Antoine-Jean Terray                                         | Pierre Terray                                              |  |  |       |  |  |                            |  |  |                 |  |
|                                           |                     | Antoine-Jean Terray                                         | Pierre Terray                                              |  |  |       |  |  |                            |  |  |                 |  |
|                                           |                     | Antoine-Jean Terray                                         | Renée Le Nain                                              |  |  |       |  |  |                            |  |  |                 |  |
| Aglaë Terray                              |                     | Antoine-Jean Terray                                         |                                                            |  |  |       |  |  |                            |  |  |                 |  |
|                                           |                     | Nicole Perreney de Grosbois                                 | Jean Claude Nicolas Perreney de Valmont                    |  |  |       |  |  |                            |  |  |                 |  |
|                                           |                     | Nicole Perreney de Grosbois                                 | Jean Claude Nicolas Perreney de Valmont                    |  |  |       |  |  |                            |  |  |                 |  |
|                                           |                     | Nicole Perreney de Grosbois                                 | Anne Philippine Fyot de Mimeure                            |  |  |       |  |  |                            |  |  |                 |  |
|                                           |                     | Nicole Perreney de Grosbois                                 |                                                            |  |  |       |  |  |                            |  |  |                 |  |

## Opere
- Politique sociale (1895)
- Note sur la législation en matière d'habitations ouvrières (1889)

## Onorificenze

### Titoli e trattamento
- 1848-1878: Charles Marie Joseph, conte d´Ursel.
- 1878-1903: Sua Grazia il VI duca d'Ursel e Hoboken, Principe di Arches e Charleville, Conte del Sacro Romano Impero e di Grobbendonk.